# Orchesia fusiformis
Orchesia fusiformis is een keversoort uit de familie zwamspartelkevers (Melandryidae). De wetenschappelijke naam van de soort werd in 1871 gepubliceerd door Semyon Martynovich Solsky.